# Thomas Adès
Thomas Adès (Londra, 1º marzo 1971) è un compositore, pianista e direttore d'orchestra inglese, autore di opere liriche e numerose composizioni orchestrali.

## Biografia
Adès è nato a Londra dalla storica dell'arte Dawn Adès e dal poeta Timothy Adès. Il suo nome è di origine Siro-ebraica. Adès ha studiato piano e poi composizione con Robert Saxton alla Guildhall School of Music and Drama a Londra. Dopo avere frequentato la University College School ha frequentato con eccezionali risultati il King's College di Cambridge, studiando con Alexander Goehr and Robin Holloway. È stato nominato Britten Professor di composizione alla Royal Academy of Music, e nel 2004 gli è stato attribuito un dottorato onorario dalla University of Essex. Nel 2006 Adès ha stretto una partnership, oggi terminata, con il produttore e artista video israeliano Tal Rosner. Nel 2007, si è tenuto un festival retrospettivo dei lavori di Adès al Barbican Arts Centre di Londra ed è stato al centro del festival annuale di musica contemporanea di Radio France “Présences”. Nel 2007 il festival del Barbican “Traced Overhead: The Musical World of Thomas Adès" ha incluso la “prima” in UK di un nuovo lavoro con la filarmonica di Berlino Tevot. Il giornalista Tom Service ha scritto del brano “Di tutti i brani di nuova musica cui ho assistito alla prima, questo è uno dei più immediati e riccamente potente”. Nella primavera del 2007 The Tempest è stato nuovamente messo in scena alla Royal Opera House. Nel 2009 Adès è stato al centro del  Festival annuale dei compositori della Stockholm Concert Hall e nel 2110 è stato eletto membro straniero della Royal Swedish Academy of Music. L’8 Ottobre 2015 Adès è stato eletto nel consiglio dei direttori della European Academy of Music Theatre.
Adès ha scritto numerose opere nel corso di 20 anni di carriera..
- Livin toys: Living toys, Sonata da caccia, The origin of Harp, Gefriolsae me.
- Asyla - concerto conciso.

### Opere liriche
- Powder Her Face - 1995, Cheltenham Music Festival
- The tempest - 2004 - Royal Opera House, Covent Garden di Londra con Simon Keenlyside
- The Exterminating Angel - 2016, Festival di Salisburgo

### Balletti
- The Dante Project. Royal Opera House, Covent Garden di Londra, coreografie di Wayne McGregor.

## DVD parziale
Adès, The Tempest - Adès/Keenlyside/Luna/Met, 2012 Deutsche Grammophon - Grammy Award for Best Opera Recording 2014

## Filmografia
- Colette, regia di Wash Westmoreland (2018)